# Lucius D. Clay

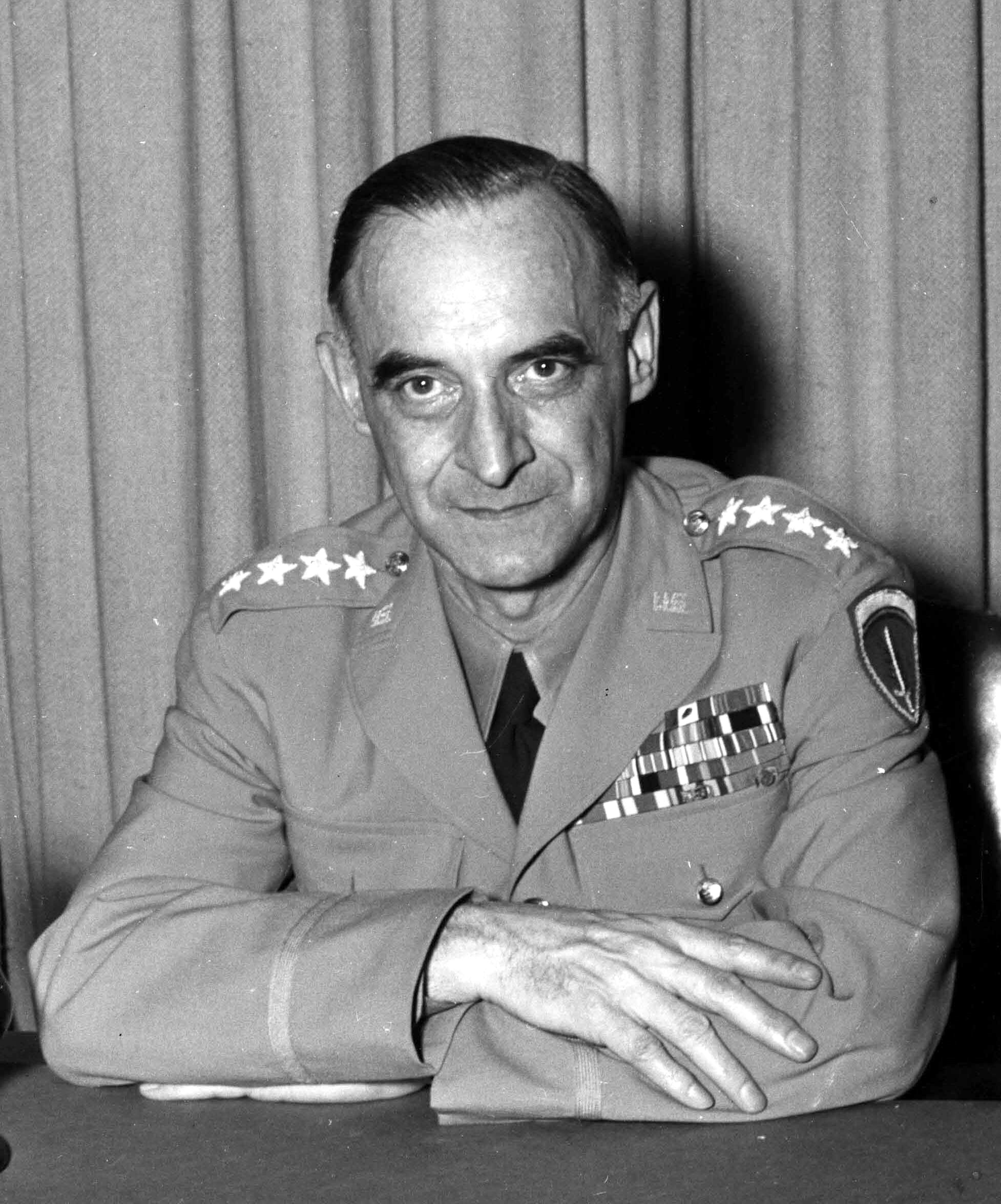
Lucius D. Clay

Lucius Dubignon Clay (23 de abril de 1898 - 16 de abril de 1978) foi um oficial sênior do Exército dos Estados Unidos que era conhecido por sua administração da Alemanha ocupada após a Segunda Guerra Mundial.  Ele serviu como vice-general do Exército Dwight D. Eisenhower em 1945; vice-governador militar, Alemanha, em 1946; Comandante-em-chefe das Forças dos Estados Unidos na Europa e governador militar da Zona dos Estados Unidos, Alemanha, de 1947 a 1949. Clay orquestrou o transporte aéreo de Berlim (1948-1949) quando a URSS bloqueou Berlim Ocidental.

## Início da vida
Clay nasceu em 23 de abril de 1898, em Marietta, Geórgia, o sexto e último filho de Alexander S. Clay, que serviu no Senado dos Estados Unidos de 1897 a 1910. Em 1918, Clay se formou em West Point, onde mais tarde lecionou.

## Início de carreira
Clay ocupou vários cargos de engenharia civil e militar nas décadas de 1920 e 1930, como dirigir a construção de barragens e aeroportos civis. Como o trabalho de Clay envolvia grandes projetos governamentais, ele se familiarizou intimamente com as pessoas e o funcionamento das agências federais e do Congresso. Ele alcançou relações de trabalho estreitas com um associado do presidente Franklin Roosevelt, Harry Hopkins, e com o líder da maioria na Câmara e presidente da Câmara, Sam Rayburn. No estado do Texas de Rayburn, Clay supervisionou a construção da barragem de Denison. Na época de sua conclusão, em 1943, a maior barragem de terra do mundo. De 1940 até o ataque de dezembro de 1941 a Pearl Harbor, Clay selecionou e supervisionou a construção de 450 aeroportos, que foram a base da rede de aviação civil da América, que foi, no entanto, criticada pelos gastos com barris de porco, já que a participação da Geórgia de 33 aeroportos exagerou fortemente a importância do estado economicamente, militarmente ou em termos populacionais.

## Segunda Guerra Mundial
Em março de 1942, Clay havia ascendido à posição de general de brigada mais jovem do exército, um mês antes de seu 44º aniversário. Durante todo o tempo, ele adquiriu a reputação de trazer ordem e eficiência operacional do caos e de ser um trabalhador excepcionalmente duro e disciplinado, que passava longas horas e "considerava o almoço uma perda de tempo".
Clay não viu o combate real, mas foi premiado com a Legião do Mérito em 1942 e a Medalha de Serviço Distinto do Exército em 1944 e recebeu a Medalha da Estrela de Bronze por sua ação na estabilização do porto francês de Cherbourg, que foi fundamental para o fluxo de material de guerra. Em 1945, ele serviu como vice do general Dwight Eisenhower. No ano seguinte, ele foi nomeado vice-governador da Alemanha durante o Governo Militar Aliado. Clay mais tarde comentaria sobre a diretriz de ocupação que orientava suas ações e as de Eisenhower que "não havia dúvida de que o JCS 1067 contemplava a paz cartaginesa que dominou nossas operações na Alemanha durante os primeiros meses de ocupação".

## OMGUS e Guerra Fria

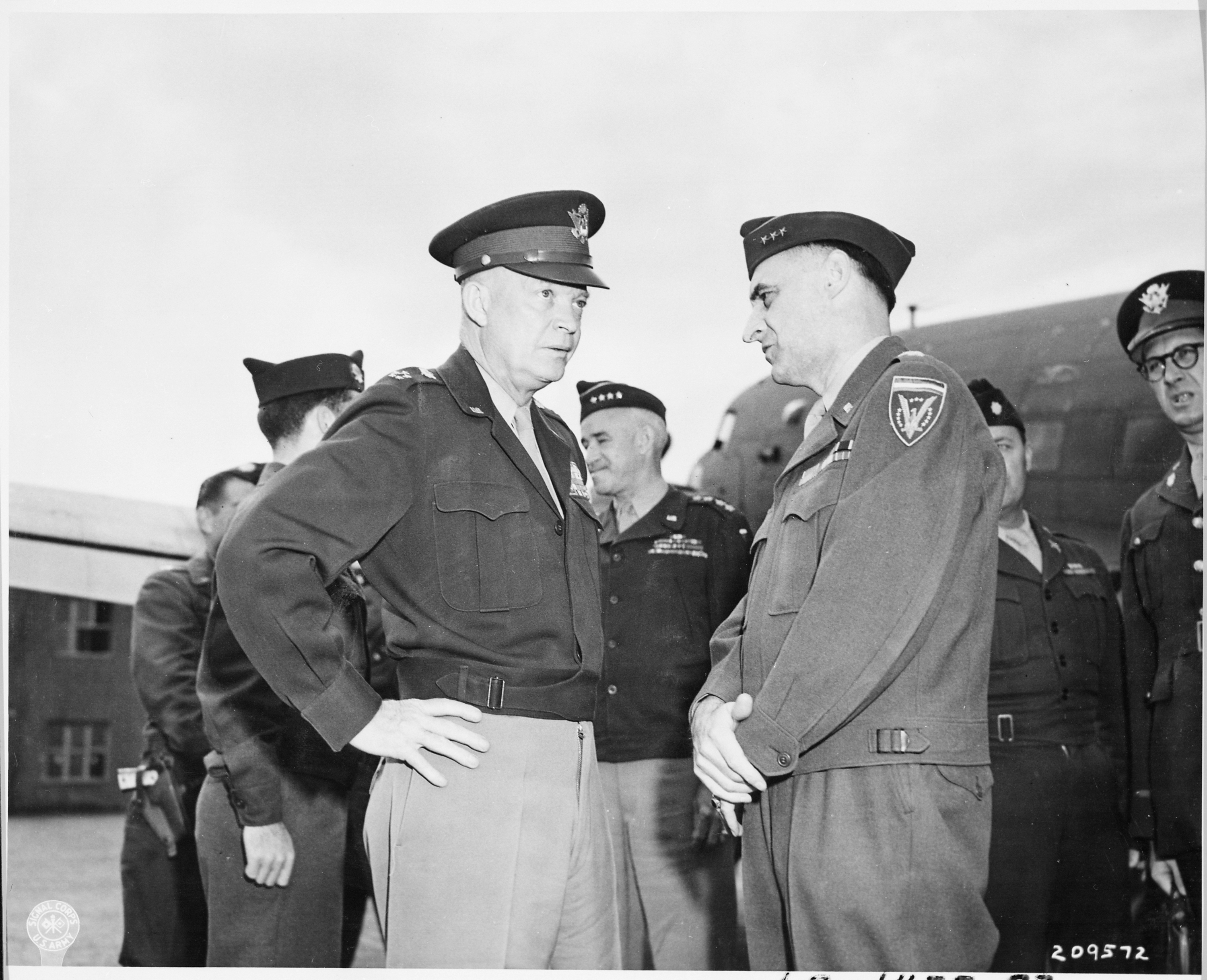
Clay com o General do Exército Eisenhower no Aeroporto de Gatow em Berlim durante a Conferência de Potsdam em 1945

Clay foi promovido a tenente-general em 17 de abril de 1945 e a general em 17 de março de 1947. Clay influenciou fortemente o discurso do secretário de Estado dos EUA, James F. Byrnes, em setembro de 1946, em Stuttgart, Alemanha. O discurso, "Reafirmação da política sobre a Alemanha", marcou a transição formal na política de ocupação americana do Plano Morgenthau de desmantelamento econômico para um de reconstrução econômica.
Em 15 de março de 1947, Clay sucedeu Joseph T. McNarney como governador militar (ou "alto comissário") da zona americana da Alemanha ocupada - o chefe do OMGUS, o "Escritório do Governo Militar dos Estados Unidos". As responsabilidades de Clay cobriam um amplo espectro de questões sociais relacionadas à recuperação da Alemanha da guerra, além de questões estritamente militares. Ele contratou Lewis H. Brown para pesquisar e escrever "Um Relatório sobre a Alemanha", que serviu como uma recomendação detalhada para a reconstrução da Alemanha do pós-guerra e serviu de base para o Plano Marshall. Clay promoveu o federalismo democrático na Alemanha e resistiu aos políticos americanos que buscavam desfazer uma constituição que uma Assembleia Constituinte na Baviera havia adotado em 26 de outubro de 1946.  Ele também fechou as fronteiras da Zona Americana em 1947 para conter a onda de refugiados judeus que estava gerando tensão com as populações locais.

### Tratamento dos nazistas durante o governo
Clay foi responsável pela controversa comutação de algumas sentenças de morte, como os criminosos de guerra nazistas condenados Erwin Metz e seu superior, Hauptmann Ludwig Merz. Metz e Merz foram duas figuras notórias do campo de concentração de Berga, no qual 350 prisioneiros de guerra dos EUA foram espancados, torturados, famintos e forçados a trabalhar para o governo alemão durante a Segunda Guerra Mundial. Os soldados foram escolhidos por parecerem ou soarem judeus. Pelo menos 70 soldados prisioneiros de guerra dos EUA morreram no campo e em uma marcha da morte perto do fim da guerra. A comutação foi em parte devido ao fracasso dos militares no caso. Os promotores não convocaram uma única testemunha, apesar de dezenas de testemunhas dizerem que estavam dispostas a testemunhar.
Clay também reduziu a sentença de Ilse Koch, a "Besta de Buchenwald", que havia sido condenada por assassinato nos julgamentos de Nuremberg, e que havia sido acusada de ter luvas e abajures feitos de pele de prisioneiros. Clay disse mais tarde que comutou a sentença de Koch, já que nenhum dos documentos sobre Koch realmente mencionou o fato ou incluiu qualquer evidência de que ela cometeu assassinato. As reduções nas sentenças foram baseadas nas condenações precipitadas de alguns funcionários de Buchenwald após o fim da guerra. As evidências às vezes eram questionáveis e muitas testemunhas afirmaram ter sido espancadas por interrogadores aliados.  Clay confirmou várias sentenças de morte como válidas, comutou várias e libertou alguns, como Koch, depois de terem cumprido uma sentença reduzida por causa de evidências questionáveis.  Sob a pressão da opinião pública, Koch foi preso novamente em 1949, julgado em um tribunal da Alemanha Ocidental e, em 15 de janeiro de 1951, condenado à prisão perpétua.
De acordo com o jornalista da BBC Tom Bower, apesar do histórico misto de Clay, ele era um dos dois únicos funcionários americanos e britânicos proeminentes, sendo o outro o diplomata britânico Patrick Dean, que eram competentes e mostravam algum nível de compromisso genuíno com a desnazificação.  De acordo com Donald Bloxham, a influência de Clay foi crucial para as autoridades de ocupação americanas processarem os principais criminosos de guerra nazistas por conta própria nos julgamentos subsequentes de Nuremberg.
 

Em 1946, Clay anunciou às autoridades da Alemanha Ocidental que estava desapontado com os resultados dos tribunais de desnazificação:
"Não vejo como você pode demonstrar sua capacidade de autogoverno nem sua vontade de democracia se você vai fugir ou se esquivar da primeira tarefa desagradável e difícil que recai sobre você. A menos que haja uma melhoria real e rápida, só posso supor que a administração alemã não está disposta a aceitar essa responsabilidade. 
Os resultados melhoraram temporariamente depois que Clay ordenou que eles fizessem melhorias em 60 dias. No final de 1948, Clay admitiu que não gostava, em sua posição de governador militar, de ter que "assinar regularmente muitas sentenças de morte e aprovar muitas prisões perpétuas". No entanto, ele estava disposto e aprovou a maioria das sentenças de morte impostas pelos tribunais militares americanos. Ele também aprovou todas, exceto uma das sentenças impostas nos julgamentos subsequentes de Nuremberg.
Perto do fim da ocupação, Clay admitiu abertamente que suas esperanças de desnazificação estavam falhando.  Em junho de 1948, uma suspensão geral da execução foi concedida a todos os criminosos de guerra nazistas no corredor da morte na zona de ocupação dos EUA. Isso ocorreu depois que falsas alegações de tortura foram propagadas por vários políticos nos Estados Unidos, especialmente o senador Joseph McCarthy. Em outubro de 1948, no entanto, a suspensão foi removida para quase todos, excluindo os condenados no julgamento do massacre de Malmedy.  Após o levantamento da suspensão, Clay embarcou em uma série de execuções em massa de última hora, acreditando que, com o passar do tempo, a pressão aumentaria para que as sentenças de morte fossem comutadas. Em resposta, os padres católicos alemães começaram a se opor não apenas às execuções, mas também aos processos contra criminosos de guerra. No entanto, seus apelos não conseguiram convencer Clay a interromper as execuções. Entre outubro de 1948 e março de 1949, mais de 100 criminosos de guerra nazistas condenados por tribunais militares dos EUA foram enforcados na prisão de Landsberg.

### Transporte aéreo de Berlim
Em 25 de junho de 1948, um dia depois que os soviéticos impuseram o Bloqueio de Berlim, Clay deu a ordem para o Transporte Aéreo de Berlim, que só mais tarde foi autorizado pelo presidente Harry Truman. Esse foi um ato de desafio contra os soviéticos, um feito incrível de logística (em um ponto, aviões de carga pousaram em Tempelhof a cada quatro minutos, 24 horas por dia), um momento decisivo da Guerra Fria e uma demonstração de apoio americano aos cidadãos de Berlim. Clay é lembrado por encomendar e manter o transporte aéreo, que duraria 324 dias e terminaria em 30 de setembro de 1949. Ele renunciou ao cargo dias depois que o bloqueio foi suspenso em 12 de maio de 1949.

## Carreira posterior
Em 15 de maio de 1949, Clay deixou a Alemanha e foi substituído por John McCloy como alto comissário civil para a Alemanha. Clay se aposentou do Exército no final do mês. No mesmo ano, ele foi eleito membro honorário da Sociedade da Carolina do Norte de Cincinnati. Em 1950, tornou-se presidente da Continental Can Company por 12 anos consecutivos. Ele se aposentou da Continental Can em 1962 para se tornar sócio sênior do banco de investimento Lehman Brothers até sua aposentadoria em 1973.

### Guerra fria cultural
Enquanto isso, Clay contratou o intelectual americano e ex-historiador de combate do Exército Melvin J. Lasky. Ambos desenvolveram o conceito de uma "guerra fria cultural" através da qual os soviéticos seriam combatidos em um nível psicológico e intelectual. Clay foi fundamental na criação, financiamento e promoção do Der Monat, um jornal destinado a apoiar a política externa dos EUA e conquistar intelectuais alemães. Cópias de Der Monat foram entregues junto com suprimentos durante o transporte aéreo. Clay também estudou propaganda televisiva e sugeriu que na Europa "você tem essa propaganda repetida constante sem publicidade e sem interrupção", mas nos Estados Unidos, "a publicidade dá a você uma sensação direta de certeza de que você não tem propaganda no programa sendo jogada em você".

## Morte e sepultamento
Clay morreu em 16 de abril de 1978, em Chatham, Massachusetts. Clay está enterrado no cemitério de West Point, entre os túmulos do astronauta da Apollo 1, Ed White, e do engenheiro-chefe do Canal do Panamá, George W. Goethals. No túmulo de Clay há uma placa de pedra dos cidadãos de Berlim que diz: "Wir danken dem Bewahrer unserer Freiheit" (Agradecemos ao Preservador de nossa Liberdade).